# هنري هدسون

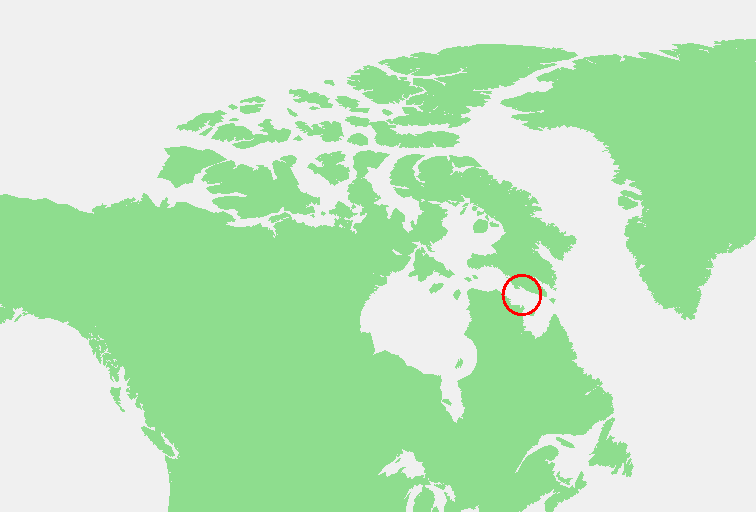
مضيق هدسون

هِنري هُدسون (بالإنجليزية: Henry Hudson)‏ مستكشف إنجليزي. (1565م - 1611م)
البحر الداخلي الكبير في كندا المعروف باسم خليج هندسون سُمّي باسم البحار الإنجليزي هنري هندسون الذي اكتشفه سنة 1609م. وكان يبحث عن ممر شمالي غربي عبر كندا إلى الشرق الأقصى في حملة موّلتها شركة الهند الشرقية الهولندية. وأثناء عودة هدسون من حملته إلى بلاده قام بعض بحارته بعصيان مسلح، ووضعوه على متن قارب صغير بمجاذيف وطردوه منها. ولم يعرف عنه شيء بعد ذلك، ولم يتم رؤية هندسون بعدها مرة أخرى.

## سيرته
هنري هدسون (1565 - 1611)، مكتشف وبحار إنجليزي، ولد في لندن سنة 1565، وتوفي في خليج هدسون (كندا) سنة 1611.
قام بأربع رحلات بحرية في محاولة لاكتشاف طريق شمالي بين أوروبا وآسيا. ولم يكتشف هدسون أبدًا مثل هذا الطريق البحري، ولكنه أبحر شمالاً أبعد من أي مكتشف سابق له. فحدث أن كشف ثلاث طرق مائية لشمال أمريكا، وقد سُميت فيما بعد باسمِهِ وهي نهر هدسون وخليج هدسون ومضيق هدسون.

## الرحلات البحرية الشمالية
لا يعرف المورخون شيئًا عن حياة هدسُون إلا في المدة بين عامي (1607، 1611م)، وقتما أتمَّ رحلاته الأربع. وفي عام (1607م)، أستأجرت الشركة المسكوبية (وهي مؤسسة تجارية إنجليزية) هدسون بُغية أن يكشف طريقًا بحريًا شماليًا يؤدِّي إلى آسيا، وكان التجار وعلماء الجغرافيا يعتقدون أن أية سفينة يمكن أن تصل إلى الشرق إذا ما أبحرت شمالا، أو شمال شرق أو شمال غرب. وكانوا يظنون أن مثل هذا الطريق سيكون أقصرَ من أيِّ طريق آخر. ولم تكن قد اكتُشفت المنطقة القطبية الشمالية بعدُ ولم يصل إلى علم الناس أن الجليد كان يعوق ويسُّد كل المساحة المحيطة بالقطب الشمالي.
بدأ هدسون رحلته من إنجلترا في سفينة تدعى هوبويل وبصحبته ابنه الصغير وطاقم بحارة من عشرة رجال. وأبحر تجاه الشمال الشرقي على طول ساحل جرينلاند ووصل إلى سبتزبرجن وتبعد هذه الجزر حوالي 1,100كم عن القطب الشمالي، ولم يحدث أن أبحر أي مكتشف هكذا بعيدًا تجاه الشمال من قبل. وقد أعاقت كتل ضخمة من الجليد الطافي على سطح البحر السفينة وقد اضطر هدسون أن يعود إلى إنجلترا. وقرر أنه رأى حيتانًا كثيرة في المياه الشمالية، فأدّى تقريره هذا إلى ظهور حرفة صيد الحيتان الإنجليزية والهولندية بالقرب من سبتزبرجن. وفي عام 1608م حاول هدسون للمرة الثانية أن يجد طريقًا شماليا، ولكن الجليد عاق السفينة هوبويل مرة أخرى.
رحلات بحرية لأمريكا الشمالية.
فقدت الشركة المسكوبية اهتمامها باكتشافات شمالية أبعد، ولكن حدث أن استأجرت الشركة الهولندية لشرق الهند، هدسون لكي يقوم بإحدى الحملات وسلمته الشركة سفينة، واسمها هاف مون، وطاقمًا من حوالي 20 بحارًا. فاتجه هدسون مرة ثانية نحو الشمال الشرقي، ولكن بحارته أعلنوا عصيانهم بسبب الجو البارد. فغيّر هدسون خط سير السفينة إلى أمريكا الشمالية، وعبر المحيط الأطلسي، ثم أبحر جنوبًا موازيًا للساحل الشرقي.
وأخذ هدسون في الإبحار جنوبًا حتى وصل إلى ما يُطلق عليها الآن كارولينا الشمالية. وبعد ذلك استدار شمالاً واكتشف على مدى وجيز خليج تشيسابيك وخليج ديلاوير وسافر هدسون إلى أعالي ما أصبح معروفًا باسم نهر هدسون وإلى الموقع الحالي اليوم لمدينة ألبني، بنيويورك. وقد أسست هولندا حقها ومطالبها في أن ترسو وتهبط في أمريكا الشمالية على رحلة هدسون الثالثة. وفي عام 1610م، كونت مجموعة من التجار الإنجليز شركة زودت هدسون بسفينة كانت تسمى ديسكفري. وقد عبر المحيط الأطلسي ووصل أمام الساحل الشمالي لشبه جزيرة لبرادور وبعدئذ وصلت ديسكفري إلى كتلة من المياه الهائجة، عرف مكانها فيما بعد باسم مضيق هدسون، الذي يؤدي إلى خليج هدسون. وكان هدسون يظن أنه قد وصل أخيرًا إلى المحيط الهادئ، فأبحر جنوبًا إلى ما يعرف الآن بخليج جيمس، ولكنه فشل في العثور على مخرج من الطرف الجنوبي لهذا الخليج. وقد اضطر الرجال أن يقضوا الشتاء هناك بسبب الجليد، وعانى هدسون وبحارته من شدة البرد، والجوع والمرض.
وفي ربيع عام 1611م، اتجهت عناية هدسون إلى البحث عن مخرج غربي من خليج جيمس. ولكن البحارة أعلنوا الثورة والعصيان ودفعوا بهدسون في قارب صغير بلا هدف مع ابنه جون وسبعة من رجاله البحارة المخلصين. ولم يعثر أحد على أثر لهدسون أو جماعته بعد ذلك. أمَّا الثائرون فقد أبحروا عائدين إلى إنجلترا، وأعطى تقريرهم أملاً مستمرًا بأن رحلة بحرية كان لها وجود بين خليج هدسون والمحيط الهادئ. ولقد أسَّست إنجلترا مطالبتها بحقها في منطقة خليج هدسون الواسعة على رحلة هدسون البحرية الأخيرة. كما أن اكتشاف المنطقة أدَّى إلى إنشاء شركة خليج هدسون في عام 1670م، وهي مؤسسة لتجارة الفراء.

## وصلات خارجية
- (فيديو) وثائقي عن حياة ورحلات هنري هدسون من قناة الجزيرة الوثائقية. على يوتيوب